# Svein Nyhus
Svein Nyhus (ur. 23 stycznia 1962 w Tønsbergu) – norweski ilustrator i autor książek dla dzieci.

## Życiorys
Ilustruje zarówno własne teksty, jak i książki swojej żony, norweskiej poetki Gro Dahle. Stworzył też ilustracje do wydanej w 2004 roku bajki autorstwa księżniczki Norwegii Marty Ludwiki. Napisał między innymi Drømmemaskinen (1995), Pappa! (1998), Verden har ingen hjørner (1999), Lille Lu og trollmannen Bulibar (2001), Ingen (2002), Jeg! (2004) i Opp og ut (2008). Jego książki zostały przetłumaczone na kilka języków.

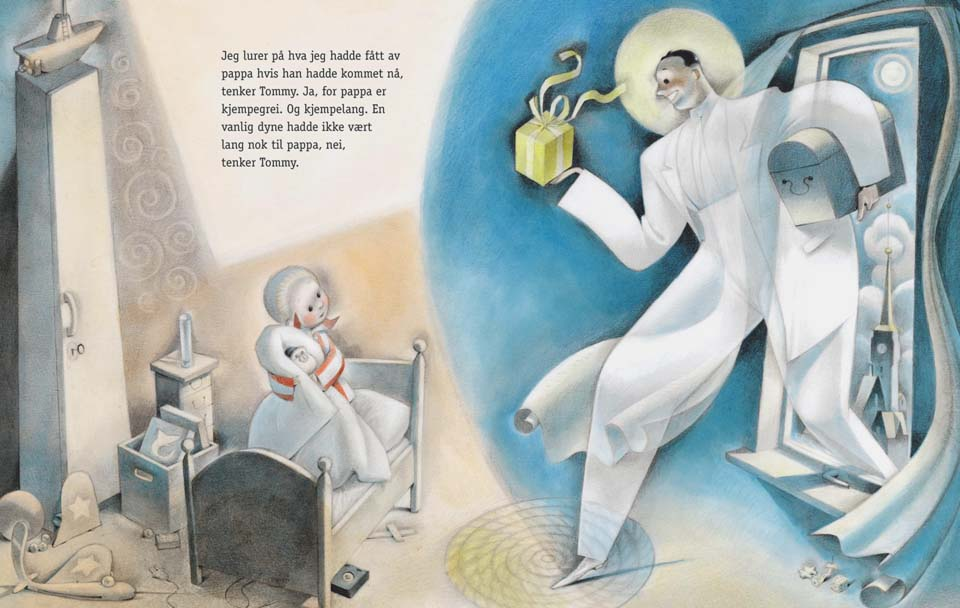
Ilustracja z Tato! (Gyldendal, Oslo, 1998/
Ene Due Rabe, Gdańsk 2008)

## Ilustrowane książki w polskim
- 2008: Svein Nyhus: Tato! (Pappa!, 1998)
- 2010: Gro Dahle: Grzeczna (Snill, 2002)
- 2010: Gro Dahle: Włosy mamy' (Håret til mamma, 2007)
- 2013: Gro Dahle: Zły Pan (Sinna Mann, 2003)